# Justizpalast (Budapest)

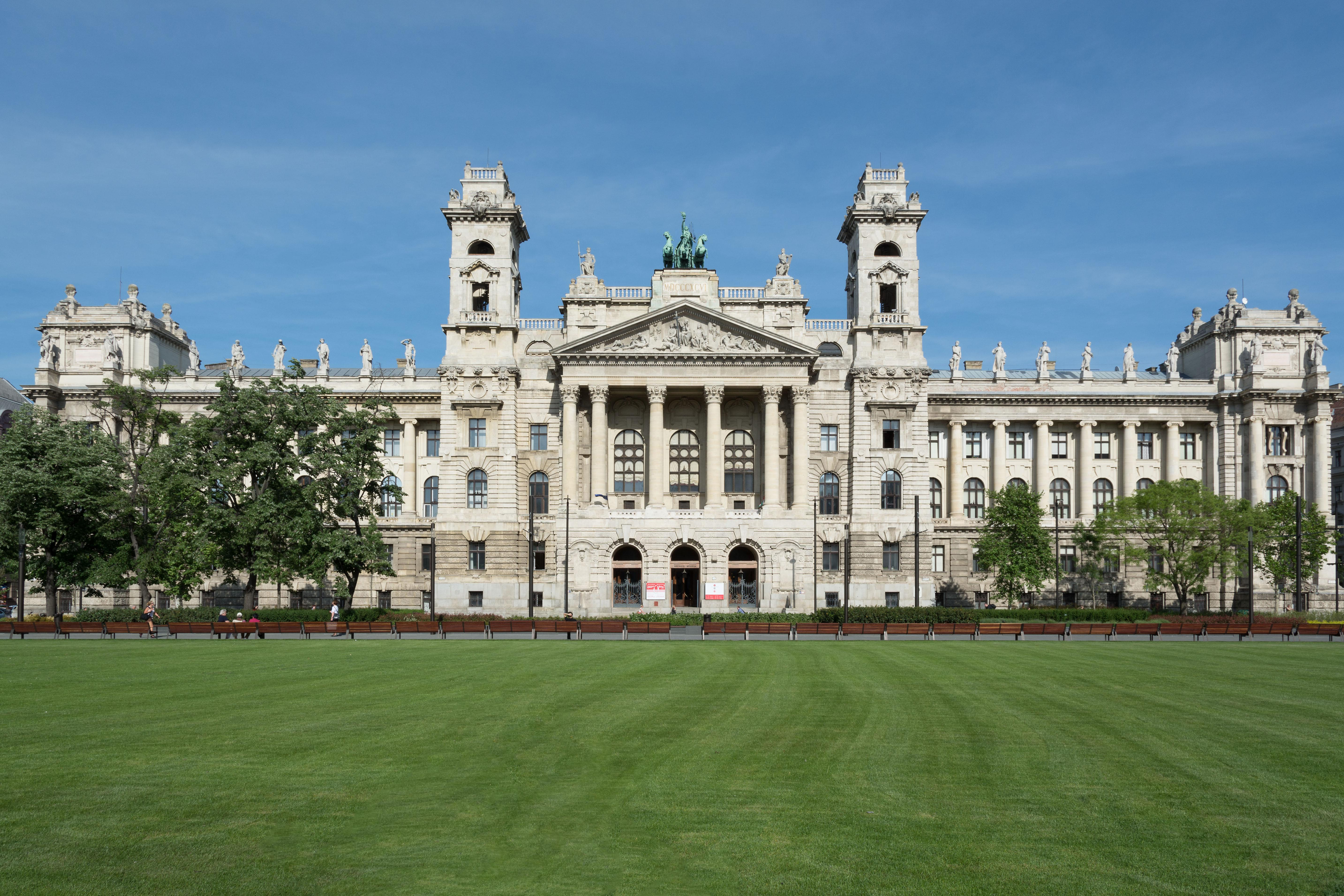
Der Justizpalast in Budapest

Der Justizpalast (ungarisch Igazságügyi Palota) ist ein denkmalgeschütztes Gebäude am Kossuth Lajos tér im V. Bezirk von Budapest. Er wurde 1893 bis 1896 nach Plänen von Alajos Hauszmann im Eklektizistischen Stil erbaut und beherbergte ursprünglich die Königlich Ungarische Kurie (Oberstes Gericht Ungarns 1723–1949). Von 1957 bis 1973 dienten die Räumlichkeiten als Ausstellungsräume für die Ungarische Nationalgalerie. Von 1973 bis 2017 beherbergte das Gebäude das Ethnografische Museum. Nach einer Renovierung soll in das Gebäude wieder die Kurie einziehen.

## Geschichte
Im 19. Jahrhundert wurde das Bedürfnis nach einem Gebäude, in dem die Kurie und das Tafelgericht von Budapest Platz finden, immer größer. Als zukünftiger Standort wurde ein Grünstück gegenüber dem zu der Zeit im Bau befindlichen Parlamentsgebäude gewählt. Am 7. November 1891 gab dann schließlich der Justizminister Dezső Szilágyi dem berühmten Architekten Alajos Hauszmann den Auftrag zum Bau, der bis zum 11. Juni 1892 detaillierte Pläne eines neuen Justizpalastes anfertigte. In die Bauarbeiten, die 1893 begannen, waren die besten Künstler der damaligen Zeit, wie Károly Lotz, Alajos Stróbl, Károly Sennyei und György Zala involviert. Den letzten Stein legte König Franz Joseph I. persönlich am 20. Oktober 1896.
Nach dem Zweiten Weltkrieg bekam das Arbeiterbewegungs-Institut 1948 das Gebäude und richtete im darauffolgenden Jahr ein Museum ein, das sich mit der Geschichte der Arbeiterbewegung befasste. Im selben Jahr wurde das Gebäude aufgeteilt, die eine Hälfte nahm nun das Oberste Gericht der Volksrepublik ein. Im Jahr 1957 wurde das Arbeiterbewegungs-Institut zum Institut für Parteigeschichte, und die Ungarische Nationalgalerie zog in das Gebäude ein. Nachdem der Burgpalast fertig renoviert worden war, zog die Nationalgalerie 1972 dorthin um. Ab 1973 beherbergte das Gebäude das Ethnografische Museum. Nach der Wende wurde das Institut für Parteigeschichte abermals in Institut für Politikgeschichte umbenannt. Im Jahr 2017 zog das Ethnografische Museum in einen Neubau im Stadtwäldchen um. Das Justizpalastgebäude wird aktuell für den Wiedereinzug der Kurie von Ungarn restauriert.

## Beschreibung

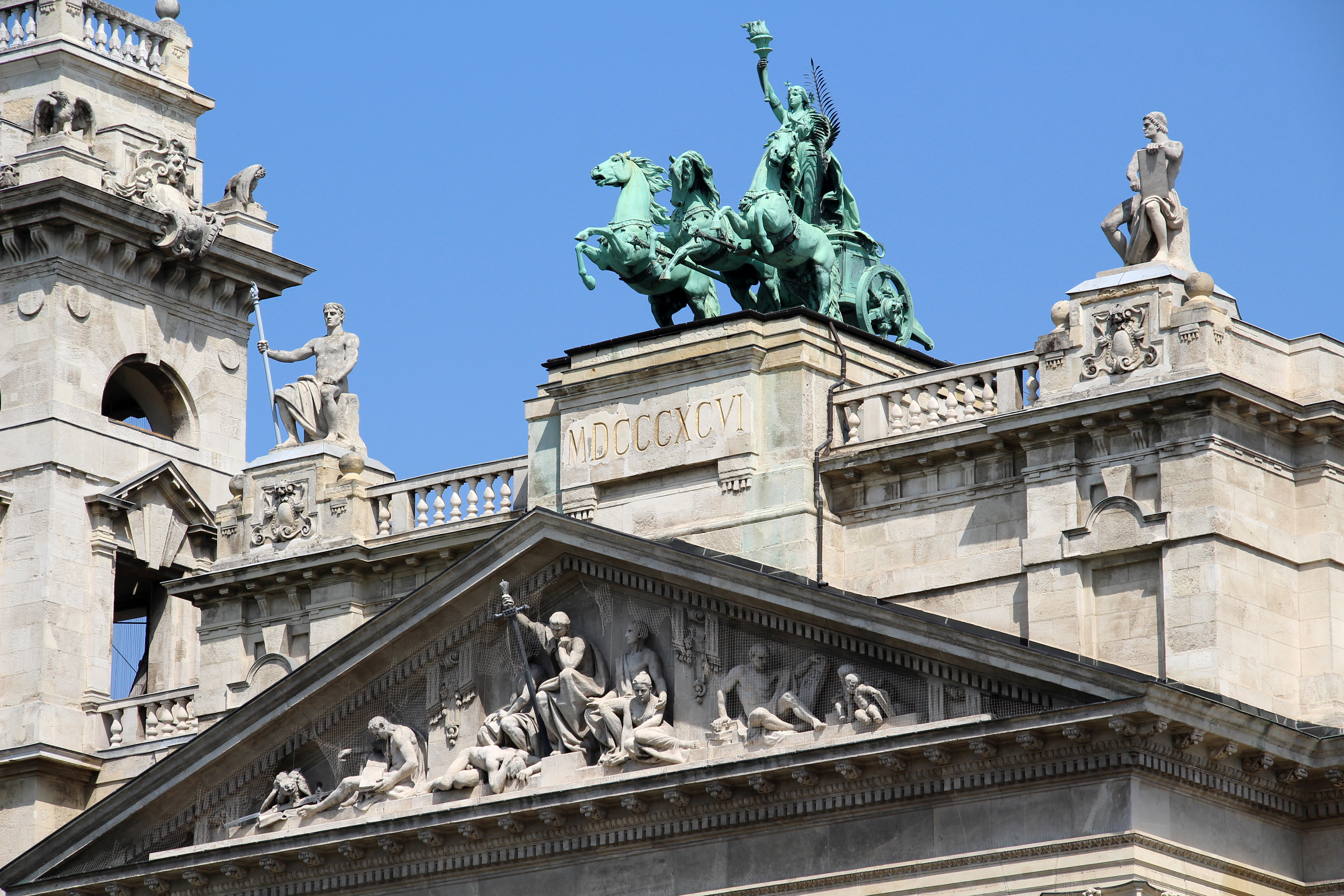
Detail der Hauptfassade

Die Hauptfassade des Justizpalasts ähnelt der des Reichstags in Berlin. Das Tympanon über dem Hauptportal ist das Werk von György Zala. In der Mitte zeigt es eine Gerichtsverhandlung, links die Allegorie der Gesetzgebung, rechts die der Rechtswissenschaft. Darüber befindet sich eine bronzene Quadriga (aus Platzmangel mit nur drei Pferden angefertigt) des Bildhauers Károly Senyei, gelenkt von einer Göttin, die eine Fackel und einen Palmzweig in den Händen hält.
Die zentrale Halle schmückt an der Decke ein 200 m² großes Gemälde von Károly Lotz, das die Justitia, die Personifikation der Gerechtigkeit, zeigt.
Zur Zeit der Volksrepublik verschwand der Schriftzug „IUSTITIA REGNORUM FUNDAMENTUM“ (Die Gerechtigkeit ist das Fundament der Herrschaft) über dem Eingangsportal. Er wurde erst nach Renovierungsarbeiten 2021 erneut angebracht.

## Galerie

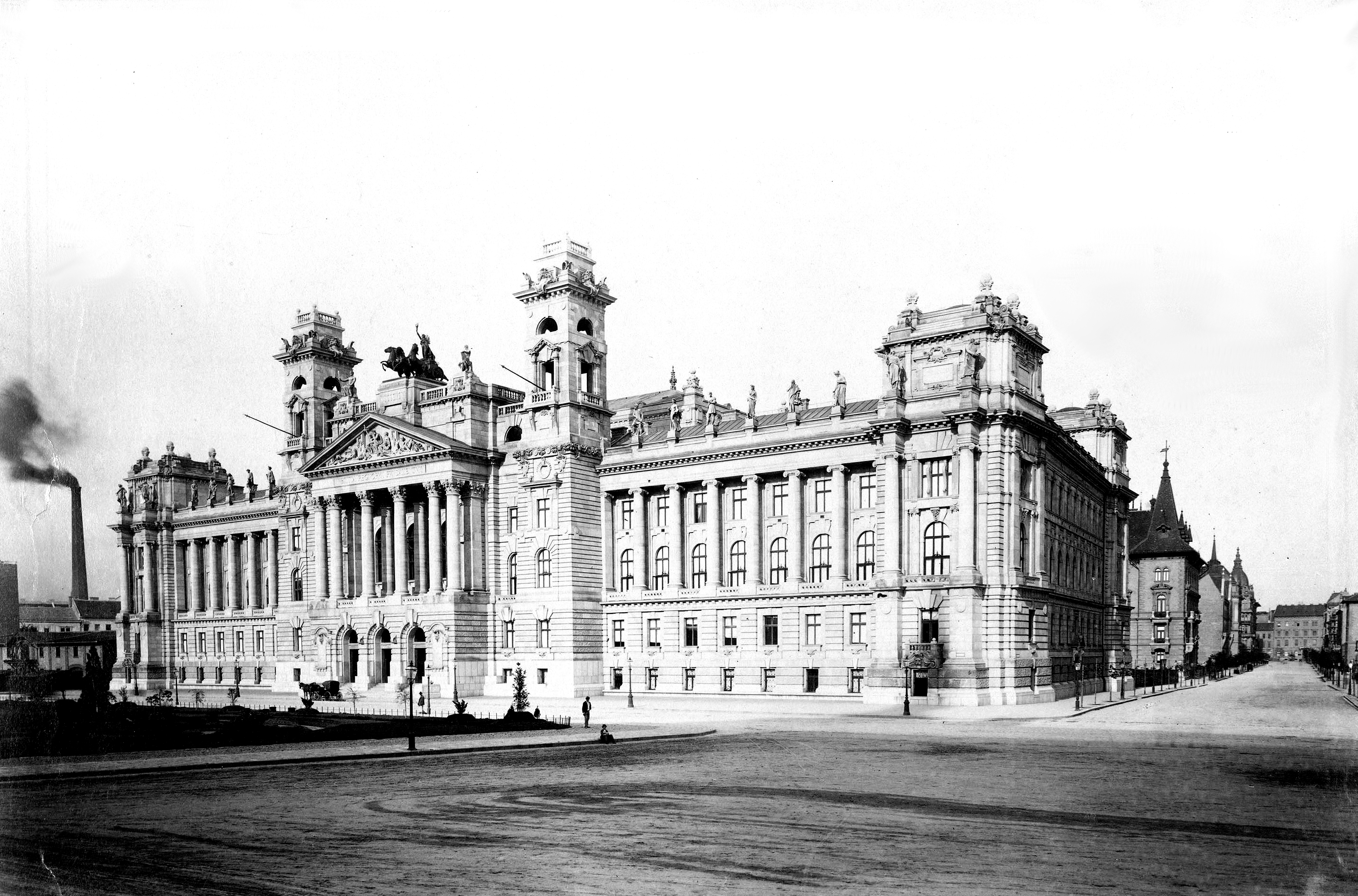
Ansicht von 1900
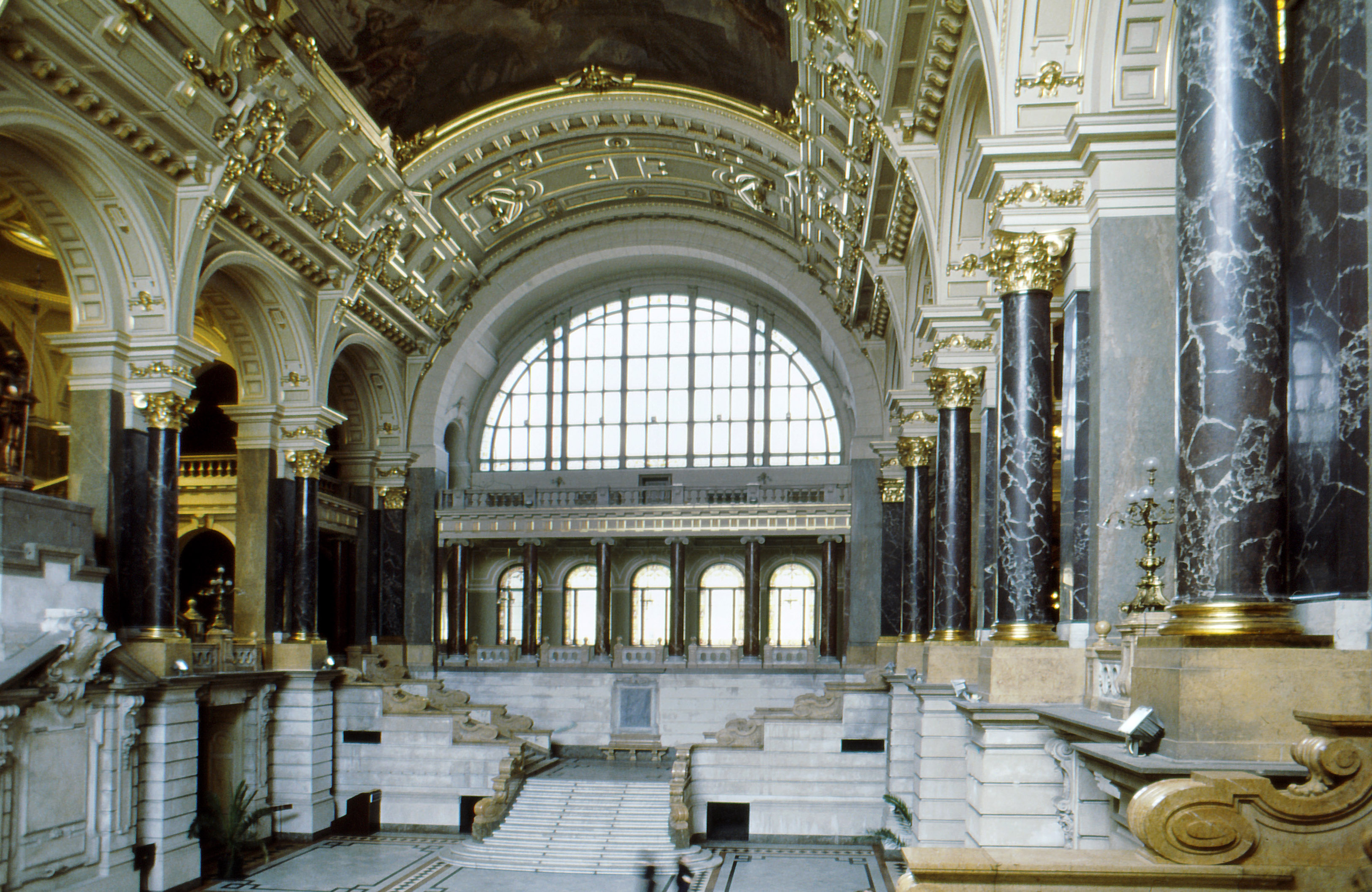
Halle
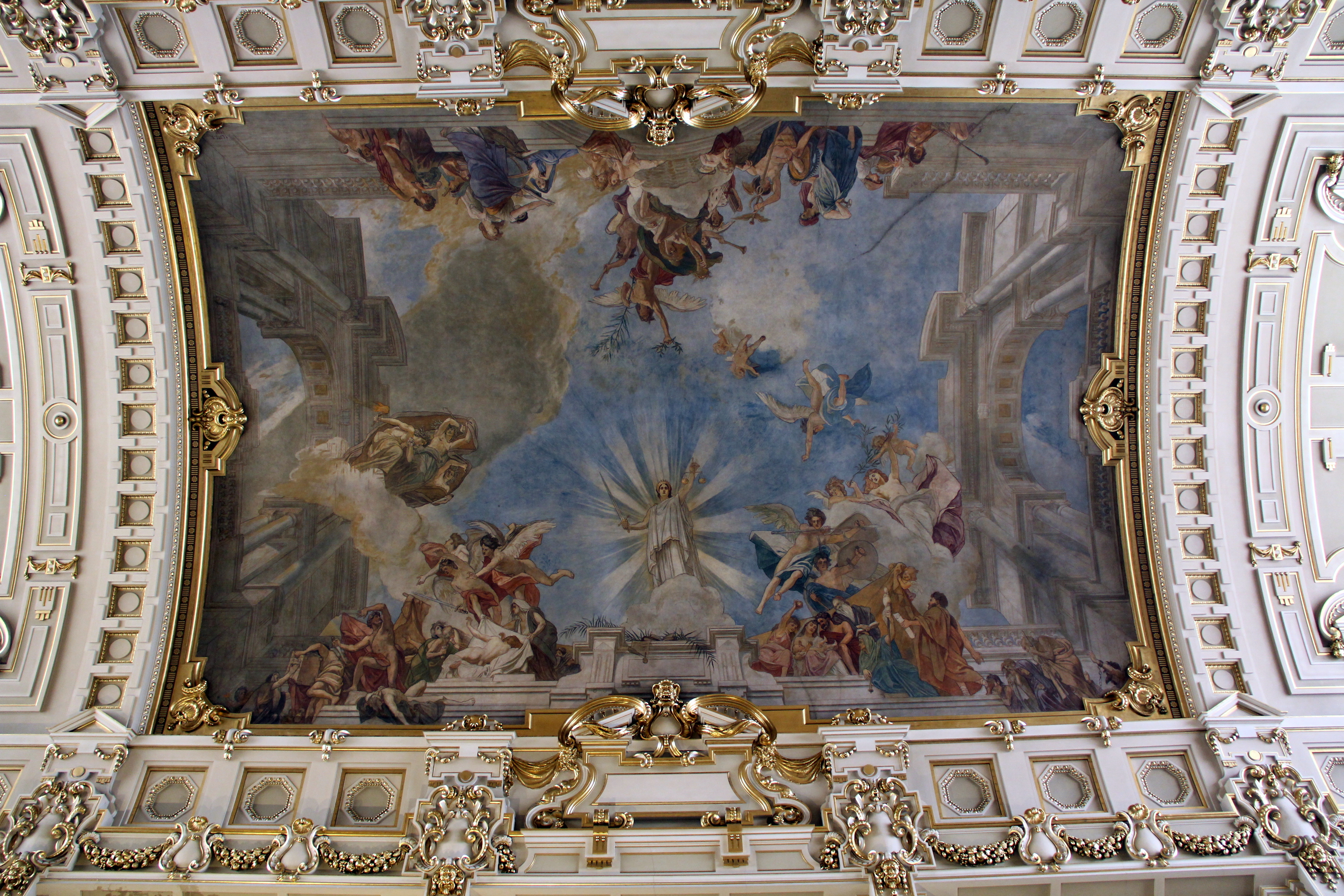
Deckengemälde von Károly Lotz